# Teodor Weber
Theodor Hubert Weber (ur. 28 stycznia 1836, zm. 12 stycznia 1906) – niemiecki duchowny starokatolicki, profesor filozofii Uniwersytetu Wrocławskiego i Uniwersytetu w Bonn, biskup Kościoła Starokatolickiego w Niemczech w latach 1896-1906
Studiował w Bonn, Monachium i we Wrocławiu. W 1858 r. obronił doktorat z filozofii na Uniwersytecie w Bonn. W 1860 r. przyjął święcenia kapłańskie we Wrocławiu. W latach 1862–1864 był wikariuszem i nauczycielem w Żaganiu. W 1868 r. habilitował się. W latach 1872–1890 był wykładowcą Uniwersytetu Wrocławskiego. W 1878 r. został profesorem zwyczajnym na katolickim wydziale teologicznym. W 1890 r. został pozbawiony katedry za sprzeciw wobec dogmatu o nieomylności papieża. Po ekskomunice przeniósł się do Bonn, gdzie został profesorem tamtejszego Uniwersytetu.
Od lat 70. XX wieku sympatyzował z ruchem starokatolickim w Niemczech, który sprzeciwiał się ogłoszonemu na Soborze watykańskim I dogmatowi o nieomylności papieża. W 1890 r. przystąpił formalnie do Diecezji Starokatolickiej w Rzeszy Niemieckiej. W tym samym roku został wybrany jej wikariuszem generalnym. W 1895 r. został biskupem pomocniczym, a w latach 1896-1906 był biskupem i zwierzchnikiem Kościoła Starokatolickiego w Niemczech.